# Regius Professor of Manufacturing (Warwick)

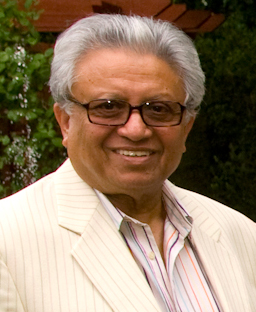
Lord Bhattacharyya, 2011 - Seit 2016 erster Regius Professor of Manufacturing

Der Regius Professor of Manufacturing ist eine 2016 durch Königin Elisabeth II. anlässlich ihres 90. Geburtstags gestiftete Regius Professur für Produktionsforschung an der University of Warwick. Es handelt sich um die erste Professur für dieses Fachgebiet.

## Geschichte der Professur
2015 teilte Schatzkanzler George Osborne während des Vortrags zum Staatshaushalt Pläne mit, weitere Regius-Professuren anlässlich des 90. Geburtstags der Queen (26. April 2016) einzurichten. Anders als in früheren Zeiten geht mit den Ernennung der jüngeren Vergangenheit aber keine Finanzierung mehr einher. Am 6. Juni 2016 wurde dieser Plan umgesetzt. Zusammen mit dieser Professur wurden elf weitere Professuren gestiftet. Eine der Professuren wurde an die Warwick Manufacturing Group (WMG) der University of Warwick vergeben. 2013 hatte Warwick schon eine Regius Professur erhalten, den Regius Chair of Mathematics.
35 Jahre nachdem er das WMG gegründet hatte, wurde Kumar Bhattacharyya zum ersten Regius Professor of Manufacturing. Am 1. März 2019 verstarb Kumar Bhattacharyya.

## Inhaber
| Name                | Namenszusatz                   | von          | bis          | Anmerkung |
| ------------------- | ------------------------------ | ------------ | ------------ | --- |
| Kumar Bhattacharyya | K.t., C.B.E., F.R.Eng., F.R.S. | 2016         | 1. März 2019 | Der 1940 in Dhaka geborene Bhattacharyya hatte 1980 als frisch berufener Professor of Manufacturing die Warwick Manufacturing Group gegründet, um die Geschwindigkeit zu erhöhen, mit der wissenschaftliche Erkenntnisse in der Produktionspraxis umgesetzt wurden. 2003 wurde er zum Ritter geschlagen, 2004 zum Peer erhoben und saß für die Labour Party im House of Lords. |
| vakant              |                                | 1. März 2019 |              | |